# (29829) Engels
(29829) Engels est un astéroïde de la ceinture principale.

## Description
(29829) Engels est un astéroïde de la ceinture principale. Il fut découvert le 14 mars 1999 à Monte Agliale par Matteo Santangelo. Il fut nommé en honneur de Friedrich Engels. Il présente une orbite caractérisée par un demi-grand axe de 2,58 UA, une excentricité de 0,19 et une inclinaison de 12,4° par rapport à l'écliptique.

## Compléments